# The Ribos Operation
The Ribos Operation (La operación Ribos) es el primer serial de la 16.ª temporada de la serie británica de ciencia ficción Doctor Who, emitido originalmente en cuatro episodios semanales del 2 al 23 de septiembre de 1978. En él se presenta a Mary Tamm como la nueva acompañante Romana. Tras acabar su primer año como productor de Doctor Who, Graham Williams estaba decidido a probar algo diferente. En The Ribos Operation, el Doctor se embarcó en una búsqueda que duró toda la temporada con un único objetivo: encontrar los seis fragmentos de la Llave del Tiempo.

## Argumento
El Guardián Blanco recluta al Cuarto Doctor para que recoja los seis fragmentos escondidos y disfrazados de la poderosa Llave del Tiempo. Le asigna como asistente a la Señora del Tiempo llamada Romanadvoratrelundar, a quien el Doctor llama Romana (a pesar de que ella prefiere el nombre de "Fred" cuando el Doctor le pregunta). Le avisa de que el Guardián Negro también está buscando los fragmentos, pero para un propósito maligno. El Guardián Blanco les proporciona un dispositivo similar a una varita, que puede localizar los fragmentos y eliminar su disfraz. Cuando lo inserta en la consola de la TARDIS, el localizador revela un fragmento en Cyrrenhis Minima, pero entonces la señal se mueve hacia Ribos, un planeta helado con habitantes al estilo medieval que no saben nada de culturas alienígenas...

### Continuidad
Este es el primero de seis seriales interconectados que abarcan la totalidad de la 16.ª temporada, con el título colectivo de The Key to Time (La llave del tiempo). La primera escena presenta al Guardián Blanco, interpretado por Cyril Luckham. Su contrapartida, el Guardián Negro, aparecería en The Armageddon Factor, la última historia de la temporada. Ambos Guardianes reaparecerían en la 20.ª temporada, con el Guardián Negro en Mawdryn Undead y Terminus y ambos en Enlightenment.
Romana dice que el Doctor tiene 759 años, el Doctor dice que 756, y Romana afirma que él ha perdido la cuenta. Ella dice que tiene en torno a 140. Desde esta historia hasta The Horns of Nimon, el Doctor llevará una bufanda extralarga, resultado de coser juntas las bufandas original y de reserva. La historia incluye una de las raras veces que el Doctor mata directamente a un enemigo humanoide, cuando el Doctor hace un cambiazo y deja al asesino Graff sujetando su propio explosivo.
La noche antes del último día de grabación de The Ribos Operation, a Tom Baker le mordió un perro en el lado izquierdo del labio superior. La herida tuvo que ser ocultada con maquillaje, muy incómodo para el actor. En pantalla se explicó haciendo que el Doctor se golpeara en la boca contra la consola de la TARDIS al principio de la siguiente historia. Para disfrazar la herida, muchas escenas se filmaron desde el lado derecho.

## Producción
| Episodio          | Fecha de emisión         | Duración | Espectadores en millones | Estado en el archivo  |
| ----------------- | ------------------------ | -------- | ------------------------ | --------------------- |
| Episodio 1        | 2 de septiembre de 1978  | 25:02    | 8,3                      | Cinta original en PAL |
| Episodio 2        | 9 de septiembre de 1978  | 24:46    | 8,1                      | Cinta original en PAL |
| Episodio 3        | 16 de septiembre de 1978 | 24:42    | 7,9                      | Cinta original en PAL |
| Episodio 4        | 23 de septiembre de 1978 | 24:50    | 8,2                      | Cinta original en PAL |
| [ 3 ] [ 4 ] [ 5 ] |                          |          |                          |                       |

Entre los títulos provisionales de la historia se incluyen Operation (Operación) y The Ribos File (El archivo Ribos). La escena de apertura con el Guardián Blanco es obra de Anthony Read y Graham Williams, y no de Robert Holmes.